# Сан-Віто-сулло-Йоніо
Сан-Віто-сулло-Йоніо (італ. San Vito sullo Ionio, сиц. Santu Vitu) — муніципалітет в Італії, у регіоні Калабрія,  провінція Катандзаро.
Сан-Віто-сулло-Йоніо розташований на відстані близько 490 км на південний схід від Рима, 26 км на південний захід від Катандзаро.
Населення — 1821 особа (2014).
Щорічний фестиваль відбувається 15 червня. Покровитель — святий Віт martire.

## Демографія
Населення за роками:

Станом на 1 січня 2023 року в муніципалітеті офіційно проживали 63 іноземці з 14 країн, серед них 22 громадяни країн Євросоюзу та 2 громадяни України.

## Сусідні муніципалітети
- Капістрано
- Ченаді
- К'яравалле-Чентрале
- Монтероссо-Калабро
- Оліваді
- Петрицці
- Полія